# Ruppertsgrün (Bad Weißenstadt)

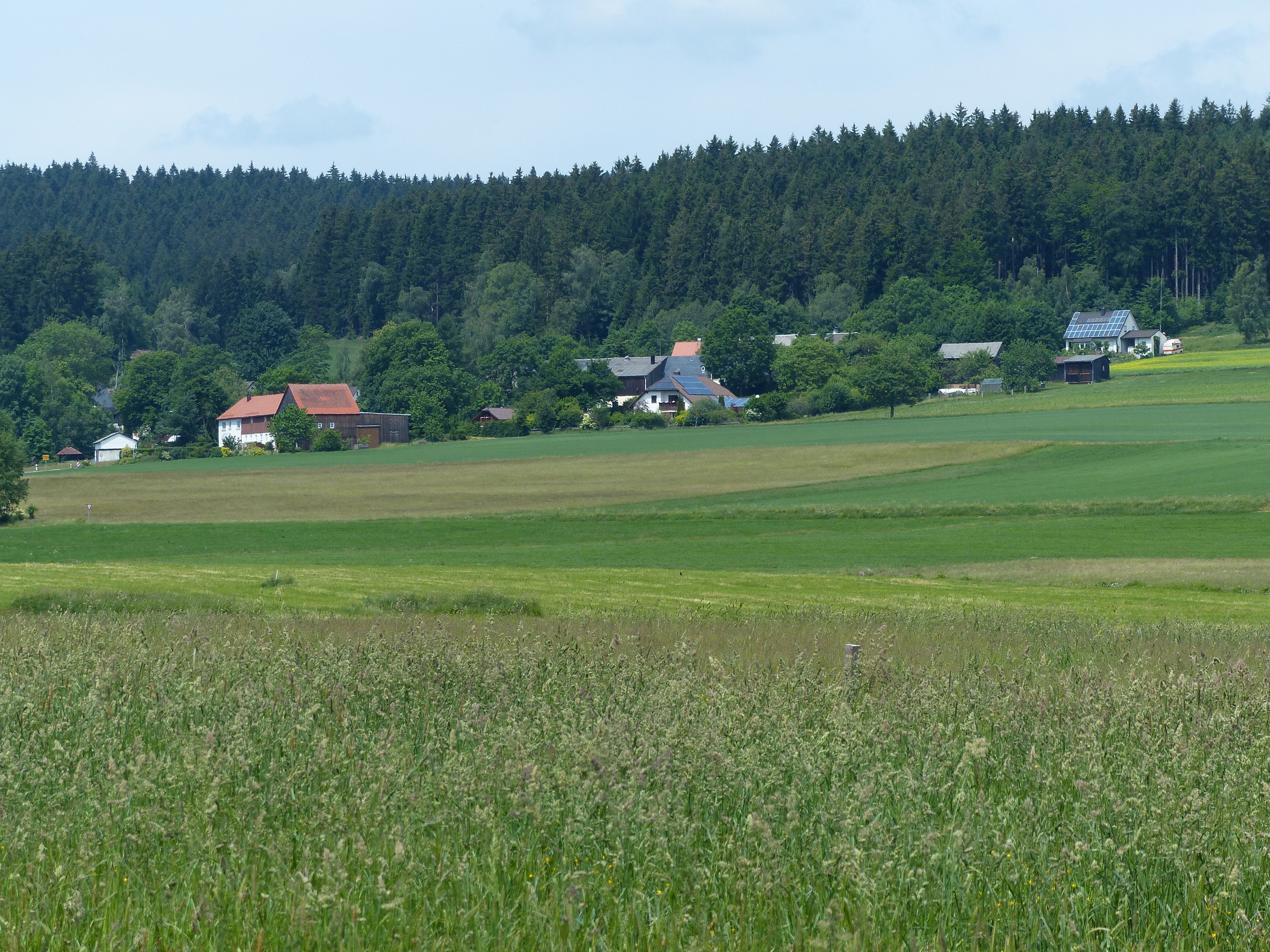
Ortsansicht

Ruppertsgrün ist ein Gemeindeteil der Stadt Bad Weißenstadt im oberfränkischen Landkreis Wunsiedel im Fichtelgebirge in Bayern.
Auf der Höhe von Voitsumra am Ortsende von Weißenstadt zweigt eine Nebenstraße von der Staatsstraße 2180 über Weiherhöfen nach Ruppertsgrün ab. Die Straße führt weiter über den Waldstein nach Zell.
Durch das Dorf fließt der Grasbach, in den später die Wulgera mündet und der den Weißenstädter See speist. Baudenkmal ist der Feuerleiterschuppen mit Gerät aus der Mitte des 19. Jahrhunderts. 
Unmittelbar am Waldrand von Ruppertsgrün beginnt ein Netz von Wanderwegen und Langlaufloipen. Auch der Jean-Paul-Weg führt durch den Ort. Eine Besonderheit des Waldgebiets ist der Zellerfels. Der daran vorbeiführende Zeller Weg gilt als alte Verbindungsstraße. Die nicht exakt lokalisierte Wüstung Dipoldsgrün muss sich in der Nähe befunden haben, der Oberlauf der Wulgera gilt als Orientierungsmerkmal.